# Mascarada (pel·lícula)
Mascarada (títol original en anglès Masquerade) és una pel·lícula de comèdia britànica d'espionatge i aventures dirigida el 1965 per Basil Dearden basada en la novel·la de 1954 Castle Minerva de Victor Canning. Fou protagonitzada per Cliff Robertson i Jack Hawkins i va ser rodada a Espanya. Ha estat doblada al català i emesa per primer cop a TV3 el 7 d'agost de 1993.

## Argument
Un hereu àrab plasma el seu propi segrest en una aposta desesperada per la pau al Orient Mitjà.

## Repartiment
- Cliff Robertson - David Frazer
- Jack Hawkins - Coronel Drexel
- Marisa Mell - Sophie
- Michel Piccoli - George Sarrassin
- Bill Fraser - Dunwoody
- Charles Gray - Benson
- John Le Mesurier - Sir Robert
- Felix Aylmer - Henrickson
- Ernest Clark - Minister
- Tutte Lemkow - Paviot
- Keith Pyott - Gustave